# ヘルマン・ローレンツ
ヘルマン・ローレンツ（Hermann Lorenz、1928年 - 2001年）は、旧東ドイツ内務省の将校で、同国最後の死刑執行人である。
ローレンツは1969年から1981年にかけて東ドイツ最後の死刑、合わせて20件を執行した。最後の執行は1981年6月26日で、東ドイツのみならずドイツ全土としても最後の死刑囚となったヴェルナー・テスケに対する銃殺刑であった。秘密警察シュタージの大尉であったテスケは、西ドイツへの逃亡を計画したとしてスパイ罪と逃亡罪とに問われた。東ドイツの銃殺刑は、至近距離から後頭部へピストルを発砲するというもので、テスケが執行室に入った途端、警告なしに発砲が行われた。
ローレンツはドイツ再統一後、2001年にライプツィヒで死亡するまでにいくつかのドキュメンタリーに出演している。